# Diolcogaster sons
Diolcogaster sons är en stekelart som först beskrevs av Wilkinson 1932.  Diolcogaster sons ingår i släktet Diolcogaster och familjen bracksteklar. Inga underarter finns listade i Catalogue of Life.